# Asienspiele 2014/Baseball
Bei den Asienspielen 2014 in Incheon, Südkorea wurde vom 22. bis 28. September 2014 ein Wettbewerb im Baseball ausgetragen.

## Herren

### Vorrunde
|  | Team für Halbfinale qualifiziert |

#### Gruppe A
| Rang | Land                | S | G | V | Punkte |
| ---- | ------------------- | - | - | - | ------ |
| 1    | Japan               | 3 | 3 | 0 | 1,000  |
| 2    | Volksrepublik China | 3 | 2 | 1 | 0,667  |
| 3    | Pakistan            | 3 | 1 | 2 | 0,333  |
| 4    | Mongolei            | 3 | 0 | 3 | 0,000  |

|                     | JPN  | CHN  | PAK  | MGL  |
| ------------------- | ---- | ---- | ---- | ---- |
| Japan               |      | 11:0 | 9:1  | 21:0 |
| Volksrepublik China | 0:11 |      | 6:0  | 15:0 |
| Pakistan            | 1:9  | 0:6  |      | 25:0 |
| Mongolei            | 0:21 | 0:15 | 0:25 |      |

#### Gruppe B
| Rang | Land              | S | G | V | Punkte |
| ---- | ----------------- | - | - | - | ------ |
| 1    | Südkorea          | 3 | 3 | 0 | 1,000  |
| 2    | Chinesisch Taipeh | 3 | 2 | 1 | 0,667  |
| 3    | Thailand          | 3 | 1 | 2 | 0,333  |
| 4    | Hongkong          | 3 | 0 | 3 | 0,000  |

|                   | KOR  | TPE  | THA  | HKG  |
| ----------------- | ---- | ---- | ---- | ---- |
| Südkorea          |      | 10:0 | 15:0 | 12:0 |
| Chinesisch Taipeh | 0:10 |      | 13:1 | 12:0 |
| Thailand          | 0:15 | 1:13 |      | 13:7 |
| Hongkong          | 0:12 | 0:12 | 7:13 |      |

### Finalrunde
|  | Halbfinale          | Halbfinale |                     |    | Finale | Finale |
|  |                     |            |                     |    |        |        |
|  | Japan               | 4          |                     |    |        |        |
|  | Chinesisch Taipeh   | 10         |                     |    |        |        |
|  |                     |            |                     |    |        |        |
|  |                     |            |                     |    |        |        |
|  | Chinesisch Taipeh   | 3          |                     |    |        |        |
|  |                     | Südkorea   | 6                   |    |        |        |
|  |                     |            |                     |    |        |        |
|  | Spiel um Platz drei |            |                     |    |        |        |
|  |                     |            | Japan               | 10 |        |        |
|  | Südkorea            | 7          | Volksrepublik China | 0  |        |        |
|  | Volksrepublik China | 2          |                     |    |        |        |

### Endstand
| Platz | Land | Athleten |
| ----- | ---- | --- |
| 1     | KOR  | An Jiman, Kim Min Sung, Kim Sang Su, Lee Jae Hak, Lim Chang Yong, Hwang Jae Gyun, Kang Jung Ho, Oh Jae Won, Lee Jae Won, Yoo Won Sang, Lee Tae Yang, Cha Woo Chan, Na Ji Wan, Kim Kwang Hyun, Son Ah Seop, Hong Seong Moo, Kang Min Ho, Na Sung Bum, Min Byung Hun, Kim Hyun Soo, Bong Jung-keun, Park Byung Ho, Yang Hyeon Jong, Han Hyun Hee                                         |
| 2     | TPE  | Yang Hsien Hsien, Yu Meng Hsiung, Lin Ken Wei, Hsiao Po Ting, Wang Po Rong, Chen Pin Chieh, Chiang Chih Hsien, Lin Yi Hsiang, Chen Kuan Yu, Hu Chih Wei, Cheng Kai Wen, Lin Kun Sheng, Kuo Yen Wen, Wang Yao Lin, Chu Li Jen, Chen Chun Hsiu, Pan chih Fang, Sung Chia Hao, Lo Kuo Hua, Jhang Jin de, Lo Chia Jen, Chiang Shao Ching, Kuo Chun Lin, Lin Han                            |
| 3     | JPN  | Takuya Fujishima, Issei Endo, Shun Ishikawa, Masahiro Nishino, Ryota Ishioka, Yuichi Tabata, Ken Tanaka, Toshihiko Kuramoto, Yusuke Ueda, Masataka Iryo, Tetsu Yokota, Takayuki Kato, Tsukasa Kohmatsu, Koshiro Imamura, Reo Moriyasu, Katsutoshi Satake, Takuaki Iguchi, Ryota Sekiya, Takeshi Kunimoto, Akira Matsumoto, Toshiyuki Hayashi, Shigeki Nakano, Taihei Fukuda, Ryota Ito |

Das Finale wurde am 28. September 2014 ausgetragen.